# Марковская (Шенкурский район)
Марковская — деревня в Шенкурском районе Архангельской области. Входит в состав муниципального образования «Шеговарское».

## География
Деревня расположена в южной части Архангельской области, в таёжной зоне, в пределах северной части Русской равнины, в 37 километрах на север от города Шенкурска, на правом берегу реки Педима,  близ впадения её в реку  Ледь. Ближайшие населённые пункты: на востоке, на противоположном берегу Педимы деревня Захаровская, на юго-западе посёлок Красная Горка.
Часовой пояс
Марковская, как и вся Архангельская область, находится в часовой зоне МСК (московское время). Смещение применяемого времени относительно UTC составляет +3:00.

## Население
| 2002 | 2010 | 2012 |
| ---- | ---- | ---- |
| 103  | ↘73  | ↗104 |

## История
Указана в «Списке населённых мест по сведениям 1859 года» в составе 2-го стана Шенкурского уезда Архангельской губернии под номером «2375» как «Марковская (Лушка)». Насчитывала 12 дворов, 42 жителя мужского пола и 41 женского.
В «Списке населенных мест Архангельской губернии к 1905 году» деревня Марковское (Лужки) насчитывает 18 дворов, 74 мужчины и 81 женщину. В административном отношении деревня входила в состав Ямскогорского сельского общества Ямскогорской волости (образовалась 1 января 1889 года путём выделения из Предтеченской волости).
На 1 мая 1922 года в поселении 25 дворов, 67 мужчин и 66 женщин.
В 2004 году деревня вошла в состав Ямскогорского сельского поселения. 2 июля 2012 года деревня Марковская вошла в состав Шеговарского сельского поселения в результате объединения муниципальных образований «Шеговарское» и «Ямскогорское».